# Konsensus (prawo)
Konsensus, konsens – w prawie cywilnym decydujące o zawarciu umowy zgodne oświadczenie woli stron. Oświadczenia te zostają złożone wówczas, gdy da się stwierdzić, ze oświadczenia mają ten sam sens, ustalony według właściwych reguł wykładni.

§ 1. Oświadczenie woli należy tak tłumaczyć, jak tego wymagają ze względu na okoliczności, w których złożone zostało, zasady współżycia społecznego oraz ustalone zwyczaje.

§ 2. W umowach należy raczej badać, jaki był zgodny zamiar stron i cel umowy, aniżeli opierać się na jej dosłownym brzmieniu.

Nie zawsze zgodny zamiar stron pokrywa się z tym pojęciem w ujęciu psychologicznym, gdyż zgodnie z art. 65 Kodeksu cywilnego reguły wykładni mogą prowadzić do przypisania wypowiedzi jednej strony sensu innego niż miała faktycznie na myśli. Oświadczenia woli adresowane do indywidualnych odbiorców mają w świetle prawa taki sens, jaki powinien im nadać uważny odbiorca. Tak zwany dyssensus jawny i ukryty (w zależności od tego, czy strony go sobie uświadamiały) należy traktować tak samo. Powoływać się na wady oświadczenia woli, i w ten sposób uchylić się od skutków prawnych swego oświadczenia woli, można dopiero wtedy, gdy została zawarta umowa. Przy braku konsensusu, a więc w razie dyssensusu umowa w ogóle nie dochodzi do skutku i nie jest możliwe powołanie się na wady oświadczenia woli.
Zakres konsensusu:
- maksymalny zakres konsensusu – wyznaczają go granice kompetencji przysługujące stronom przy regulowaniu treści czynności prawnej, przy następujących ograniczeniach swobody kształtowania czynności prawnych:
  - prawa przyrody
  - normy bezwzględnie wiążące
  - obejście ustawy
  - zasady współżycia społecznego lub podobne klauzule generalne
- minimalny (konieczny) zakres konsensusu – strony nie muszą wyznaczać w treści umowy wszystkich konsekwencji prawnych umowy, jakie leżą w granicach ich kompetencji. Funkcje te pełnią w znacznej mierze normy prawne i inne mierniki (pełnią funkcję uzupełniającą wobec decyzji samych stron).

Konsensus stron musi objąć pewien minimalny zakres skutków prawnych, który ustawa określa mianem „niezbędnych postanowień” umowy. Jakie są konieczne elementy umowy, można orzec dopiero na gruncie przepisów regulujących odpowiednie rodzaje stosunków prawnych.